# Trigonisca martinezi
Trigonisca martinezi är en biart som först beskrevs av Brethes 1920.  Trigonisca martinezi ingår i släktet Trigonisca och familjen långtungebin. Inga underarter finns listade i Catalogue of Life.